# Grzegorz Niciński
Grzegorz Niciński (ur. 16 maja 1973 w Gdyni) – polski piłkarz i trener. W ekstraklasie rozegrał 251 meczów, w których zdobył 42 gole.

## Kariera piłkarska
Niciński jest wychowankiem Arki Gdynia. Wiosną 1995 przeniósł się do Pogoni Szczecin. 5 marca 1995 w wyjazdowym meczu z Górnikiem Zabrze (0:1) zadebiutował w ekstraklasie. W swoich pierwszych dwóch sezonach na tym poziomie strzelił dwa gole w 36 meczach, po czym spadł wraz z Pogonią do II ligi. W sezonie 1997/98 wrócił do ekstraklasy, a po rundzie jesiennej kupiła go Wisła Kraków.
W sezonie 1998/99 zdobył z Wisłą mistrzostwo Polski i został wypożyczony do drugoligowego GKS Katowice. Po półrocznym pobycie wrócił do Krakowa, gdzie grał do końca 2001. W tym czasie wygrał kolejne mistrzostwo oraz przyczynił się do wywalczenia przez Białą Gwiazdę Pucharu Polski.
Wiosną 2002 przeszedł do Zagłębia Lubin, w którym grał cztery sezony. Latem 2005 wrócił do Arki Gdynia. 30 sierpnia 2009 w Lubinie po meczu z Zagłębiem został zatrzymany przez funkcjonariuszy Centralnego Biura Antykorupcyjnego. W związku z zatrzymaniem, 16 września 2009 Niciński zdecydował się na odejście z Arki. 8 stycznia 2010 podpisał kontrakt z Orkanem Rumia.

## Kariera trenerska
W 2010 objął funkcję drugiego trenera Orkanu. Parę miesięcy później został pierwszym trenerem tego klubu. W 2011 został trenerem Gryfa Wejherowo z którym w sezonie 2011/12 dotarł do ćwierćfinału Pucharu Polski i awansował do II ligi. 30 sierpnia 2012 został przez Komisję Dyscyplinarną PZPN ukarany karą ośmiu miesięcy dyskwalifikacji za korupcję sportową. W związku z nałożoną karą Niciński został zwolniony z funkcji trenera Gryfa, pozostał jednak w klubie w charakterze społecznego doradcy zarządu do spraw piłki nożnej. Po odbyciu kary, 16 lipca 2013 ponownie został trenerem Gryfa. Na stanowisku tym pracował do końca sezonu 2013/14.
Od 21 września 2014 do 10 kwietnia 2017 był trenerem Arki Gdynia, z którą w 2016 awansował do Ekstraklasy, a rok później do finału Pucharu Polski, przed którego rozegraniem został zwolniony.
Później pracował w Chrobrym Głogów, Gryfie Wejherowo, Bałtyku Gdynia. Od 13 czerwca 2024 roku trener Olimpii Grudziądz.

## Sukcesy trenerskie
Arka Gdynia
- I liga Mistrzostwo i awans do Ekstraklasy: 2015/16
- Puchar Polski Zwycięstwo: 2016/17